# Persoonia asperula
Persoonia asperula (лат.) — кустарник, вид рода Персоония (Persoonia) семейства Протейные (Proteaceae), эндемик юго-восточной Австралии (Новый Южный Уэльс и Виктория).

## Ботаническое описание
Persoonia asperula — прямостоячий или ниспадающий куст. Молодые ветви с гладкой корой и опушённые. Листья в основном эллиптические или продолговатые, иногда яйцевидные, от редко- до умеренно-опушённых, в основном 7-22 мм в длину и 2-6 мм в ширину с загнутыми назад краями. Цветки растут поодиночке или группами до девяти в пазухах листьев или на концах ветвей, которые продолжают расти после цветения. Цветок находится на конце более или менее опушённой цветоножки длиной 1-5 мм и состоит из четырёх волосистых листочков околоцветника длиной 9-11 мм, сросшихся у основания, но с отвёрнутыми кончиками. Центральный столбик окружён четырьмя жёлтыми пыльниками, сросшихся у основания и с загнутыми назад кончиками, так что при взгляде сверху они напоминают крест. Цветение происходит в январе и феврале в естественном ареале вида, после чего появляются мясистые зелёные с пурпурными полосами плоды-костянки.

## Таксономия
Вид был описан в 1991 году австралийскими ботаниками Лоренсом Джонсоном и Питером Уэстоном на основе экземпляра, собранного около реки Бэк-Ривер и в Национальном парке Вадбиллига. Описание было опубликовано в журнале Telopea. Видовой эпитет — от латинского слова asperula, уменьшительная форма латинского слова aspera, означающего «несколько грубый», относящийся к листьям этого вида.

## Распространение и экология
Persoonia asperula — эндемик австралийских штатов Новый Южный Уэльс и Виктория. Встречается на горной пустоши и во влажных лесах на юго-востоке Нового Южного Уэльса к югу от хребта Сандхиллс, включая хребет Тиндерри, хребет Кибин и гору Кидра. Небольшая изолированная популяция расположена в бассейне реки Морока в Виктории, которая характеризуется более мелкими листьями, 3-8 мм в длину и 1-2 мм в ширину. Считается, что эта популяция может составлять отдельный таксон.
P. asperula может расти вместе с P. chamaepeuce, с которой она иногда скрещивается, и P. silvatica.

## Охранный статус
Вид внесён в список «видов, находящихся под угрозой исчезновения» в Виктории в соответствии с Законом о гарантиях флоры и фауны 1988 года и «находящийся под угрозой исчезновения» в Консультативном списке редких или находящихся под угрозой исчезновения растений Департамента устойчивого развития и окружающей среды штата Виктория.